# Мјешовита међународна комисија за богословски дијалог Римокатоличке и Православне цркве
Мјешовита међународна комисија за богословски дијалог Римокатоличке и Православне цркве је организација, створена за дијалог римокатоличке Свете столице и четрнаест аутокефалних православних цркава, ради разматрања питања коегзистенције цркава у савременом свијету.
Конференције комисије се одржавају од 1980. године.

## Историја

### Предисторија
До промјене става Католичке цркве према начину дијалога са Православном црквом дошло је послије Другог ватиканског сабора (1962—1965), који је одиграо важну улогу у почетку званичног богословског дијалога католика са православцима. Кардинал Августин Беа, предсједавајући Папског савјета за унапрјеђење хришћанског јединства, послао је 1963. предстојатељима православних цркава позив да присуствују Другом ватиканском сабору као посматрачи. О овом позиву се разговарало на Другом свеправославном скупу на острву Родос. Током одржавања скупа, делегати су се изјаснили за покретање богословског дијалога са католицима. Током Другог ватиканског сабора усвојен је декрет „Unitatis Redintegratio”, посвјећен екуменским дјелатностима и који доприноси развију дијалога са Православном црквом. Важна тачка декларације из 1993. било је признање да су Католичка црква и Православна црква носиоци спасења и да се њихови односи заснивању на термину „сестринске Цркве”.
Сусрет патријарха константинопољског Атинагоре и папе римског Павла VI десио се 1964. године. У децембру 1965. Антинагора и Павле VI донијели су заједничку одлуку да укину анатеме из 1054. године. Они су се 1967. изјаснили за покретање богословског дијалога. Патријарх константинопољски Димитрије и папа римски Јован Павле II су 1979, током папине посјете Турској, објавили одлуку о оснивању е међународно богословске комисије за православно-католички дијалог уз сагласност свих помјесних православних цркава. а комисија добила је два копредсједавајућа — једног са католичке и другог са православне стране.

### Пленарне сједнице комисије
Првих десет година рада комисије било је изузетно плодно, током којих су објављена три важна документа која су разјаснила став цркава према кључним религијским концептима. Први се бацио Светом Тројицом, црквом и евхаристијом; други односом између опште вјере и црквене заједнице; тема трећег документа било је богословље.
Од 1980, комисија је одржала петнаест пленарсних сједница:
1. Патмос и Родос, Грчка, 1980 — „Тајна Цркве и Евхаристије у свјетлости Тајне Свете Тројице”;.[16][17]
2. Минхен, Њемачка, 30.јун — 6. јул 1982 — „Тајна Цркве и Евхаристије у свјетлости Тајне Свете Тројице”;[17]
3. Крит, Грчка, 1984 — „Вјера, Свете тајне и јединство Цркве”;[1]
4. Бари, Италија, 9—16. јун 1987 — „Вјера, Свете тајне и јединство Цркве”;[18]
5. Нововаламски манастир, Финска, 19—27. јун 1988 — „Света тајна свештенства у светотајинској структури Цркве са посебним освртом на важност апостолског прејемства за освештавање и јединство народа Божјег”;[3][19]
6. Фрајзинг, Њемачка, 6—16. јун 1990 — „Унијатизам”;[20][21]
7. Баламанд, Либан, 17—24. јун 1993 — „Унијатизам — метод за васпостављање јединства у прошлости и садашње трагање за пуним општењем”;[22]
8. Емитсберг и Балтимор, Сједињене Државе, 9—19. јул 2000 — „Еклисиолошких и канонских посљедица светотајинске природе Цркве”;[3][23]
9. Београд, Србија, 18—25. септембар 2006 — „Еклисиолошке и канонске посљедице светотајинске природе цркве. Саборност и ауторитет у Цркви”;[24][3]
10. Равена, Италија, 8—14. октобар 2007 — „Еклисиолошке и канонске посљедице светотајинске природе цркве. Црквено општење, саборност и ауторитет”;[25]
11. Пафос, Кипар, 2009 — „Улога римског епископа у кинонији Цркве у првом миленијуму”;[5][26][27]
12. Беч, Аустрија, 2010 — „Улога римског епископа у кинонији Цркве у првом миленијуму”;[5][26][27]
13. Аман, Јордан, 2014 — „Синодалност и примат”;[28]
14. Кјети, Италија, 2016 —  „Синодалност и примат у првом миленијуму. На путу ка заједничком схватању служења јединству Цркве”;[29][30][31]
15. Александрија, Египат, 2023 — „Синодалност и примат у другом миленијуму и данас”.[32][33]

### Седма пленарна сједница
Седма пленарна сједница одржана је у Богословском институту Светог Јована Дамаскина Универзитета у Баламанду у Либану од 17. до 24. јуна 1993. године.
На прелазу из 1980-их у 1990-е, усљед распада Варшавског пакта и Совјетског Савеза, мисионарска дјелатност Католичке цркве се интензивирала у источној Европи. Почетком 1990-их у Украјини је обновљена Гркокатоличка црква, што је често било праћено насилним преузимањем цркава из јурисдикције Руске православне цркве. Због заоштравања религијске ситуације у Украјини, Руска православна црква је преузела иницијативу за прекид званичног богословског дијалога са Католичком црквом, што су подржале и друге помјесне православне цркве. Упркос погоршању обостраних односа, стране су предузеле кораке за превазилажење кризе и наставак богословског дијалога. У јуну 1991, у италијанској Аричи, стране су израдиле нацрт документа „Унијатизам — метод за васпостављање јединства у прошлости и садашње трагање за пуним општењем”.

### Осма пленарна сједница
У Аричу 1998. стране су припремиле прелиминарни документ за даљу расправу на сљедећем састанку богословске комисије. Православни богослови нису постављали питање укидања источнокатоличких цркава, али су тражили да католичка страна недвосмислено осуди сам принцип унијатства захваљујући којем су ове цркве и настале. Рад богословске комисије је настављен на засједању у америчком Балтимору јула 2000. на тему „Еклисиолошких и канонских посљедица светотајинске природе Цркве”. Током разговора, стране су изнијеле различите ставове о постојању источнокатоличких цркава. Православни учесници су изразили незадовољство постојање унијатских цркава на канонској територији православних цркава, чиме је, по њиховом мишљењу, нарушен темељно еклисиолошко начело по коме на одређеном мјесту може бити само једна помјесна црква и само један епископ. Католички богослови су изјавили да источне католичке цркве бране јединство са епископ римским као неопходно еклисиолошко начело Цркве прије подјеле. Католичка страна је одбила да призна формулације православних богослова о унијатским црквама. Ово неслагање није омогућило усвајање усаглашеног документа након засједања и заправо је послужило као разлог за прекид званичног богословског дијалога.

### Десета пленарна сједница =
Десета пленарна сједница одржана је у италијанској Равени 2007. године. Као исход засједања стране су усвојиле заједничку изјаву на тему „Еклисиолошке и канонске посљедице светотајинске природе цркве. Црквено општење, саборност и ауторитет”. Овај споразум резимирао је плодове богословских консултација 1982, 1987. и 1988. године. У Равенској изјави, стране су истакле заједничко предање двеју Цркава у погледу на црквено јединство, а такође су препознали три нивоа црквеног живота: мјесни, регионални и васељенски. Истовремено, остављено је за даљу расправу проблематична тврдња да је епископ Рима „први” међу патријарсима на васељенском нивоу.